# Žan Žužek
Žan Žužek, slovenski nogometaš, * 26. januar 1997, Ljubljana.
Trenutno igra za turški Gençlerbirliği na položaju osrednjega branilca.

## Klubska kariera

### NK Domžale
Žužek je začel kariero pri domačem NK Domžale. Leta 2016 je podpisal prvo profesionalno pogodbo, ko je prestopil iz U19 k članom. 
Za Domžale je zbral 80 nastopov in 5 golov. Tam je igral vse do leta 2019.

### FC Koper
Žužek je k Kopru prestopil julija 2019. 
Za FC Koper je v treh letih zbral 99 nastopov, 8 golov in 3 asistence. 
V sezoni 2021/2022 je bil na SN Portal izbran v ligaški enajsterici sezone. 

### S.S.C. Bari
K Italijanskemu drugoligašu je Žužek prestopil 23. avgusta 2022. Italijani so zanj odšteli 300 tisoč evrov.
V ekipi je bil prvič 28.8.2022 v gosteh pri Perugii, vendar je končal med rezervisti.